# Amoron'i Mania
Amoron'i Mania és una regió situada al centre de Madagascar que limita al nord amb la regió de Vakinankaratra, al nord-est amb Atsinanana, al sud-est amb Vatovavy-Fitovinany, al sud amb Haute Matsiatra, al sud-oest amb Atsimo-Andrefana i a l'oest amb Menabe, cobrint una àrea de 16.141 km².
La seva capital és Ambositra, i la població estimada el 2014 era de 734.413 habitants.

## Divisions administratives
La regió d'Amoron'i Mania es divideix en quatre districtes, que alhora es subdivideixen en 53 comunes.
- Districte d'Ambatofinandrahana
- Districte d'Ambositra
- Districte de Fandriana
- Districte de Manandriana